# Felines Hyperästhesie-Syndrom
Das Feline Hyperästhesie-Syndrom – auch als running fits oder Rolling Skin Syndrome bekannt – ist eine sehr seltene neurologische Erkrankung der Katzen unbekannter Ursache. Sie wird als Sonderform der Epilepsie angesehen.
Die Erkrankung zeigt sich durch eine Überempfindlichkeit (Hyperästhesie) der Rückenmuskulatur und die anfallsartigen Symptome sind durch Betasten auslösbar. Solche Anfälle beginnen zumeist mit dem Belecken oder Bebeißen einer Gliedmaße und anschließenden Zuckungen der Rückenmuskulatur, die sich im weiteren Verlauf auf die Muskulatur des Brustkorbs ausdehnen. Im weiteren Verlauf beginnt das Tier, unkontrolliert im Raum herumzulaufen. Eine solche Episode dauert einige Sekunden bis Minuten. Da Katzen während eines Anfalls nicht ansprechbar sind, wird angenommen, dass sie Halluzinationen haben.
Eine Diagnose kann nur durch Ausschluss anderer zentralnervöser Erkrankungen gestellt werden. In einigen Fällen spricht die Krankheit auf die Behandlung mit Phenobarbital oder Neuroleptika wie Risperidon an, ansonsten gibt es bislang keine etablierte Therapie. Die Heilungsaussichten sind schlecht.